# Новий Шлях (Криворізький район)
Но́вий Шлях — село в Україні, Криворізькому районі Дніпропетровської області. Населення — 488 мешканців.

## Географія
Село Новий Шлях знаходиться на відстані 1,5 км від лівого берега Південного водосховища, вище за течією на відстані 1 км розташоване село Львів, нижче за течією примикає село Веселе. Селом протікає річка Балка Вовча.

## Населення

### Мова
Розподіл населення за рідною мовою за даними перепису 2001 року:
| Мова            | Відсоток |
| --------------- | -------- |
| українська      | 92,4 %   |
| російська       | 7,0 %    |
| інші/не вказали | 0,6 %    |